# Schachbundesliga 2015/16 (Österreich, Frauen)
Die Saison 2015/16 war die fünfte Spielzeit der österreichischen Frauenbundesliga im Schach.
Die zwölf teilnehmenden Mannschaften trugen ein siebenrundiges Turnier im Schweizer System aus. Meister wurde ASVÖ Pamhagen, während sich der Titelverteidiger SK Dornbirn mit dem dritten Platz begnügen musste.
Zu den gemeldeten Mannschaftskadern der teilnehmenden Vereine siehe Mannschaftskader der österreichischen 1. Bundesliga im Schach 2015/16 (Frauen).

## Endtabelle
| Pl. | Verein                       | Sp | G | U | V | MP    | Brett-P.  |
| --- | ---------------------------- | -- | - | - | - | ----- | --------- |
| 01. | ASVÖ Pamhagen                | 7  | 7 | 0 | 0 | 14: 0 | 20,5:07,5 |
| 02. | ASVÖ Wulkaprodersdorf        | 7  | 4 | 2 | 1 | 10:04 | 17,5:10,5 |
| 03. | SK Dornbirn (M)              | 7  | 5 | 0 | 2 | 10:04 | 14,5:13,5 |
| 04. | SG Steyr                     | 7  | 3 | 2 | 2 | 08:06 | 16,5:11,5 |
| 05. | Spg. Feldbach-Kirchberg      | 7  | 3 | 2 | 2 | 08:06 | 14,0:14,0 |
| 06. | tschaturanga                 | 7  | 2 | 3 | 2 | 07:07 | 13,0:15,0 |
| 07. | SV ASVÖ St. Veit an der Glan | 7  | 2 | 2 | 3 | 06:08 | 15,5:12,5 |
| 08. | Schach ohne Grenzen          | 7  | 2 | 2 | 3 | 06:08 | 14,5:13,5 |
| 09. | Chessgraz                    | 7  | 3 | 0 | 4 | 06:08 | 11,5:16,5 |
| 10. | Mayrhofen/SK Zell/Zillertal  | 7  | 2 | 1 | 4 | 05:09 | 14,0:14,0 |
| 11. | SK Advisory Invest Baden     | 7  | 1 | 0 | 6 | 02:12 | 10,0:18,0 |
| 12. | SV Extraherb WS              | 7  | 1 | 0 | 6 | 02:12 | 06,5:21,5 |

Entscheidungen:
|     | Österreichischer Frauen-Meister: ASVÖ Pamhagen |
| (M) | Meister der letzten Saison                     |

## Spieltermine und -orte
| Runde | Datum      | Beginnzeit | Spielort               |
| ----- | ---------- | ---------- | ---------------------- |
| 01    | 06.11.2015 | 16:00 Uhr  | Mattersburg            |
| 02    | 07.11.2015 | 14:00 Uhr  | Mattersburg            |
| 03    | 08.11.2015 | 10:00 Uhr  | Mattersburg            |
| 04    | 26.02.2016 | 16:00 Uhr  | Sankt Veit an der Glan |
| 05    | 27.02.2016 | 14:00 Uhr  | Sankt Veit an der Glan |
| 06    | 16.04.2016 | 14:00 Uhr  | Graz                   |
| 07    | 17.04.2016 | 10:00 Uhr  | Graz                   |

## Fortschrittstabelle
| Platz | Mannschaft               | Kürzel | 1      | 2      | 3      | 4      | 5      | 6      | 7      |
| ----- | ------------------------ | ------ | ------ | ------ | ------ | ------ | ------ | ------ | ------ |
| 1     | ASVÖ Pamhagen            | PAM    | BAD 3  | FEL 3½ | DOR 3½ | WUL 2½ | STE 2½ | SOG 3  | GRA 2½ |
| 2     | ASVÖ Wulkaprodersdorf    | WUL    | SOG 3  | STE 2½ | TSC 2  | PAM 1½ | GRA 3  | DOR 3½ | FEL 2  |
| 3     | SK Dornbirn              | DOR    | MAY 2½ | STV 2½ | PAM ½  | TSC 3½ | SOG 2½ | WUL ½  | BAD 2½ |
| 4     | SG Steyr                 | STE    | GRA 4  | WUL 1½ | FEL 3  | SOG 2  | PAM 1½ | TSC 2  | MAY 2½ |
| 5     | SG Feldbach-Kirchberg    | FEL    | EXT 2½ | PAM ½  | STE 1  | BAD 2½ | TSC 3½ | MAY 2  | WUL 2  |
| 6     | tschaturanga             | TSC    | STV 2  | MAY 3  | WUL 2  | DOR ½  | FEL ½  | STE 2  | EXT 3  |
| 7     | SV Autohof St. Veit/Glan | STV    | TSC 2  | DOR 1½ | GRA 1½ | MAY 1  | BAD 3½ | EXT 4  | SOG 2  |
| 8     | Schach ohne Grenzen      | SOG    | WUL 1  | GRA 3  | EXT 4  | STE 2  | DOR 1½ | PAM 1  | STV 2  |
| 9     | Chessgraz                | GRA    | STE 0  | SOG 1  | STV 2½ | EXT 3  | WUL 1  | BAD 2½ | PAM 1½ |
| 10    | Mayrhofen/Zell/Zillertal | MAY    | DOR 1½ | TSC 1  | BAD 1½ | STV 3  | EXT 3½ | FEL 2  | STE 1½ |
| 11    | SK Baden                 | BAD    | PAM 1  | EXT 1½ | MAY 2½ | FEL 1½ | STV ½  | GRA 1½ | DOR 1½ |
| 12    | SC Extraherb WS          | EXT    | FEL 1½ | BAD 2½ | SOG 0  | GRA 1  | MAY ½  | STV 0  | TSC 1  |

## Die Meistermannschaft
| 1.            | ASVÖ Pamhagen |
| Schachfiguren | Regina Theissl-Pokorná, Júlia Kočetková, Veronika Maslíková, Elisabeth Hapala, Daiva Batytė, Helene Mira, Maria Horvath, Jutta Borek, Renata Kosc. |